# Kroppstaðafjall
Kroppstaðafjall är ett berg i republiken Island. Det ligger i regionen Västfjordarna, 220 km norr om huvudstaden Reykjavík. Toppen på Kroppstaðafjall är 768 meter över havet.
Trakten runt Kroppstaðafjall är nära nog obefolkad, med mindre än två invånare per kvadratkilometer. Närmaste större samhälle är Ísafjörður, omkring 12 kilometer nordost om Kroppstaðafjall. Trakten runt Kroppstaðafjall består i huvudsak av gräsmarker.